# کریسمس مبارک (فیلم ۲۰۲۴)
کریسمس مبارک (به انگلیسی: Merry Christmas) یک فیلم دلهره‌آور و معمایی هندی ۱۴۴ دقیقه‌ای محصول سال ۲۰۲۴ به کارگردانی سریرام راغوان محصول کمپانی تیپس است. این فیلم به دو زبان هندی و تامیلی ساخته شده است، کاترینا کایف و ویجی ستوپاتی در کنار آشوینی کالسکار، لوک کنی و پری ماهشواری شارما بازی می‌کنند. طرح اصلی فیلم بر اساس رمان فرانسوی (پرنده در قفس) اثر فردریک دار است.
این فیلم به‌طور رسمی در دسامبر ۲۰۲۱ معرفی شد. فیلمبرداری اصلی در همان ماه در بمبئی همراه با یک برنامه پراکنده در اوتار پرادش آغاز شد که دوباره با یک برنامه در لوکیشن قبلی دنبال شد و تا اواسط ژانویه ۲۰۲۳ به پایان رسید. پس از چند بار به تعویق افتادن در اکران، کریسمس مبارک در ۱۲ ژانویه ۲۰۲۴ در سینماها اکران شد. این فیلم با بازخوردهای مثبتی همراه شد و بازی‌های کایف و ستوپاتی مورد تحسین قرار گرفت. با وجود این، فیلم یک بمب گیشه بود؛ زیرا فقط ۲۶ کرور روپیهدر مقابل بودجه ۶۰ کروری فروش داشت.

## داستان
یک رویارویی در شب کریسمس بین دو غریبه مرموز باعث ایجاد یک رابطه تلخ می‌شود که گذشته تیره و تار آنها را افشا می‌کند.

## انتشار فیلم
کریسمس مبارک برای اکران در سینماها در ۱۲ ژانویه ۲۰۲۴ به دو زبان هندی و تامیلی برنامه‌ریزی شده است. پیش از این قرار بود در ۸ دسامبر ۲۰۲۳ منتشر شود. در ابتدا برای اکران در ۲۳ دسامبر ۲۰۲۲ برنامه‌ریزی شده بود، با این حال، برای جلوگیری از درگیری باکس آفیس با فیلم سین یرک، افیلم به تعویق افتاد. حقوق پخش توسط نتفلیکس به مبلغ ۶۰ کرور روپیه (۷٫۵ میلیون دلار آمریکا) خریداری شد. و نهایتاً فیلم در ۱۲ ژانویه ۲۰۲۴ منتشر شد.

## بازخوردها
در وب‌سایت جمع‌آوری نقد راتن تومیتوز بر اساس رای ۲۰ منتقد، با میانگین امتیاز ۶٫۵ از ۱۰ مثبت و دارای ۸۵ درصد تائیدیه است.